# 圓尾麥氏鱸
圓尾麥氏鱸（學名：Macquaria ambigua），即黄金鲈（Golden perch），為麥氏鱸屬的一種亞熱帶淡水魚，分布於澳洲墨累-達令流域，並廣泛被引進昆士蘭及新南威爾斯沿岸淡水流域，體長可達76公分，棲息在各種淡水流域有沉木、岩石底中層水域，以甲殼類、浮游動物為食，生活習性不明，可做為食用魚、養殖魚及觀賞魚。